# Вулиця Максима Залізняка (Київ)
Вулиця Макси́ма Залізняка́ — вулиця у Святошинському районі міста Києва, житловий масив Академмістечко. Пролягає від бульвару Академіка Вернадського до вулиці Василя Степанченка (фактично до тупика). 

## Історія
Виникла у 1950-ті роки під назвою Нова. Сучасна назва на честь одного з керівників Коліївщини Максима Залізняка — з 1957 року.

## Зображення

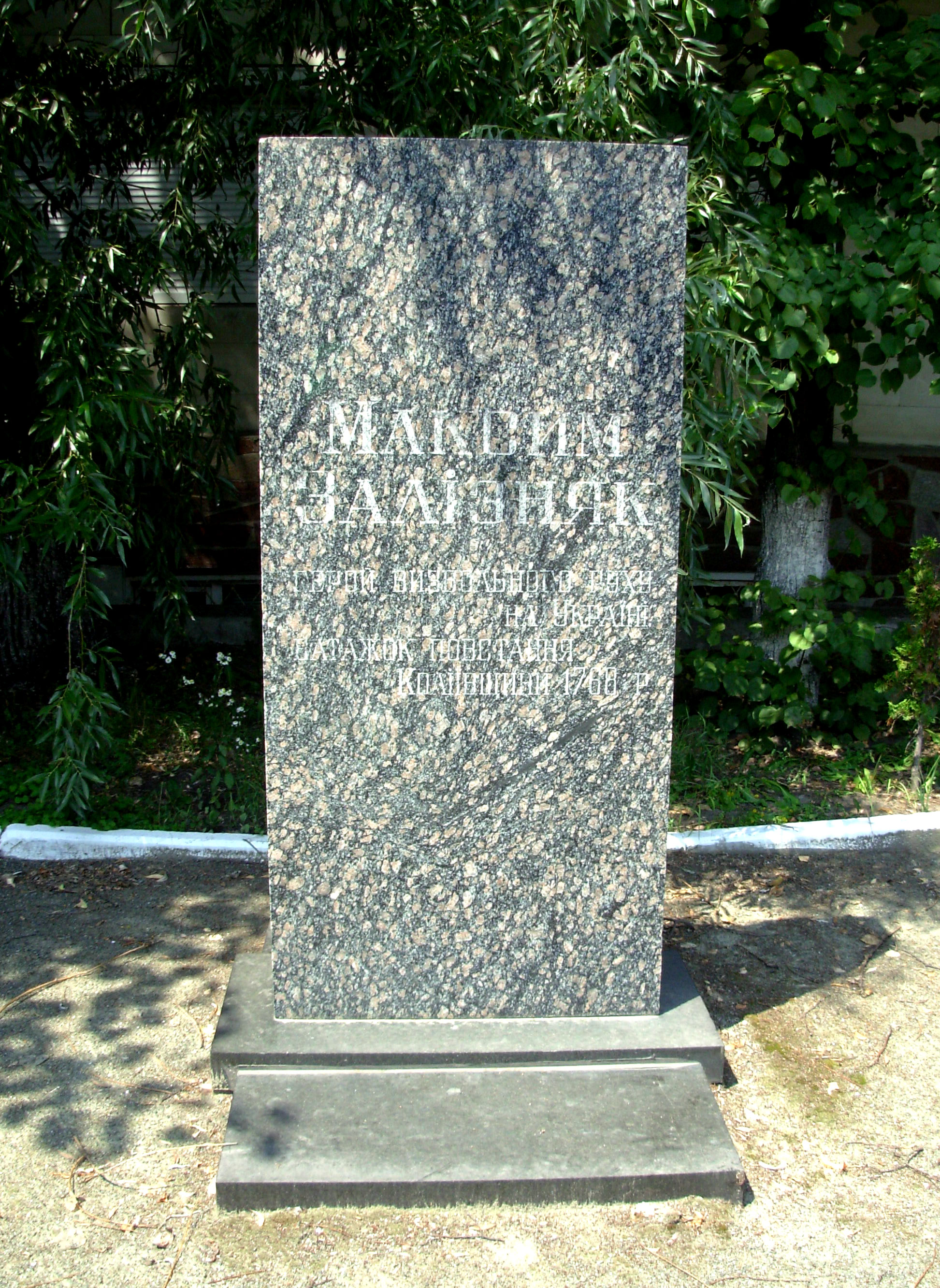
Пам'ятний знак Максимові Залізняку